# Sastrugi (udde i Antarktis)
Sastrugi är en udde i Antarktis. Den ligger i Östantarktis. Nya Zeeland gör anspråk på området.
Terrängen inåt land är varierad. Trakten är glest befolkad. Närmaste befolkade plats är Enigma Lake Station, 15,0 kilometer sydost om Sastrugi.